# Identità ad alto rischio
Identità ad alto rischio (Hidden Agenda) é un film canadese del 2001 diretto da Marc S. Grenier.

## Trama
L'ex agente della NSA, Jason Price sta gestendo una rete che fa fornire ai clienti la nuova identità facendoli sparire dalla circolazione. Price viene braccato da un sicario mentre estorce dei soldi ad un testimone chiave attirando l'attenzione sia dell'FBI e sia dell'organizzazione criminale chiamata "Icarus".